# Aconia Fabia Paulina

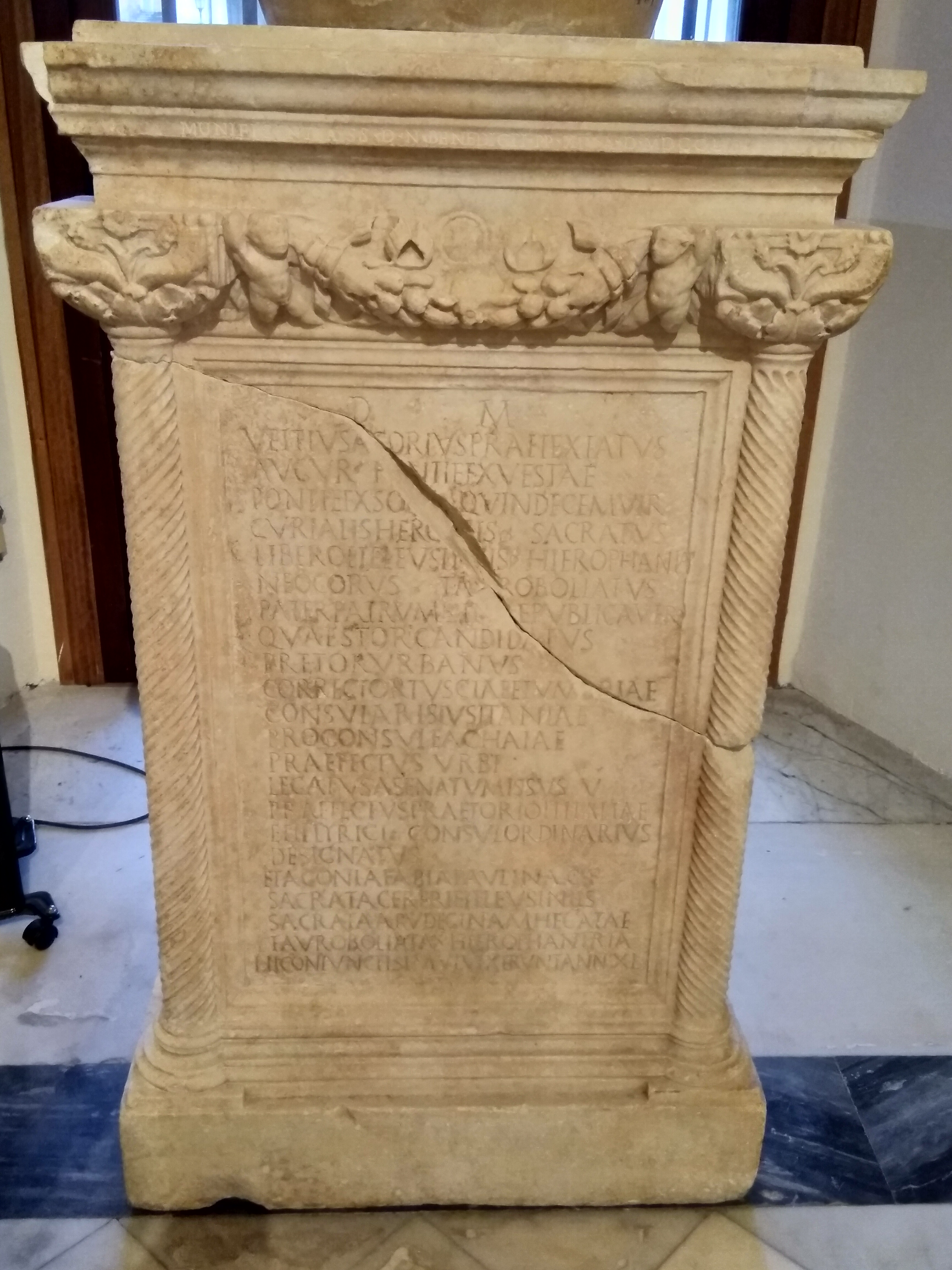
Vorderseite des Grabdenkmals für Praetextatus und Paulina,

Aconia Fabia Paulina (* zwischen 324 und 332; † 384/387) war eine spätantike römische Aristokratin und Priesterin. Sie war Tochter des Suffektkonsuls Aconius Catullinus Philomatius und seit 344 mit Vettius Agorius Praetextatus verheiratet. Das Ehepaar hatte Besitzungen auf zweien der Hügel Roms, dem Esquilin und dem Aventin, was durch dort gefundene Inschriften nahegelegt wird. Sie wurde durch ihren Mann in verschiedene Mysterienkulte eingeführt. Die meisten Informationen sind durch die vier Inschriften auf einem Grabdenkmal für Praetextatus und Paulina bekannt. Paulina gilt in Teilen der modernen Forschung als Verfasserin des Lobgedichtes auf Praetextatus, das sich auf der Rückseite des Steines befindet.
Das Ehepaar war in der römischen Gesellschaft ihrer Zeit unter anderem für seinen nichtchristlichen Glauben bekannt. Paulina wird in zwei Briefen des Kirchenvaters Hieronymus sowie in weiteren zeitgenössischen christlichen Pamphleten für ihre heidnische Religion verurteilt. Dabei werden ihre „verkommenen“ heidnischen Ansichten der christlichen Askese nach dem Vorbild der Jungfräulichkeit Marias gegenübergestellt.

## Leben

### Herkunft und Ehe
Paulina war die Tochter des Aconius Catullinus Philomatius, eines stadtrömischen Aristokraten und Senators, der von 342 bis 344 das Amt des Stadtpräfekten (praefectus urbi) von Rom innehatte und 349 Suffektkonsul war. Im Jahr 344 heiratete sie Vettius Agorius Praetextatus. Das Jahr der Heirat lässt sich aus der Grabinschrift für den 384 verstorbenen Praetextatus erschließen, in der es heißt, die beiden seien 40 Jahre verheiratet gewesen (hi coniuncti simul vixerunt ann(is) XL). Paulina dürfte demnach zwischen 324 und 332 geboren worden sein, denn Frauen wurden mit 12 Jahren heiratsfähig und mussten nach der lex Iulia et Papia mit 20 Jahren verheiratet sein.
Der Ehemann Vettius Agorius Praetextatus war mehrfach Statthalter römischer Provinzen und wurde schließlich 384 zum Prätorianerpräfekten für Italien (praefectus praetorio Italia) ernannt, dem wichtigsten zivilen Posten im Westen des Reiches. Die Ehe wird in der Inschrift des gemeinsamen Grabdenkmals als heilig und Paulina als Geschenk der Götter bezeichnet. Zudem wird die Freundschaft und Kameradschaft der Ehepartner beschrieben. Diese Lobpreisungen werden in der Literatur als Hinweis auf die untypisch große Eigenständigkeit gesehen, die manche Frauen in der Spätantike erlangen konnten. Die Paulina zugeschriebenen Tugenden Keuschheit, Reinheit und Frömmigkeit waren in der Antike dagegen sehr üblich und entsprachen der traditionellen Beschreibung einer idealen römischen Frau. Paulina wird auch an einer Stelle in dem Briefwechsel ihres Mannes mit seinem Freund, dem Redner und Schriftsteller Quintus Aurelius Symmachus erwähnt. In dem Brief zeigt sich Symmachus um die Gesundheit Paulinas besorgt und verleiht seiner Hoffnung Ausdruck, sie werde durch den „Frieden der Götter“ (pax deorum) ihre Stärke wiederfinden.

### Religion
Praetextatus war Mitglied mehrerer Mysterienkulte, in die er auch seine Frau Paulina einführte. So war sie bei den Mysterien von Eleusis in die Kulte des Iakchos und der Fruchtbarkeitsgöttinnen Persephone und Ceres eingeweiht, bei den lernaischen Mysterien in die Kulte der Persephone, der Ceres sowie des Fruchtbarkeitsgottes Liber und bei den Mysterien auf der Insel Ägina in den Kult der Hekate. Zudem war sie durch eine Taufe mit Stierblut (Taurobolium) in den Kult der Isis eingeführt und hatte dort den Rang einer „Isiaca“, besaß im Hekate-Kult den Priestertitel einer Hierophantin und war consacranea („Schwurgenossin“) der Ceres. Die Riten zur Einführung in die drei in Griechenland beheimateten Mysterienkulte könnte Paulina in den Jahren 362 bis 364 absolviert haben, als ihr Mann Statthalter der Provinz Achaea war und sie sich vermutlich mit ihm dort aufhielt. Darüber hinaus verehrte sie die orientalischen Gottheiten Magna Mater sowie Kybele und Attis.
Die verschiedenen Priesterämter werden auf dem Grabdenkmal der beiden Ehepartner (CIL VI, 1779) in verkürzter Form genannt und sind in erweiterter Form auf einer Statuenbasis für Paulina (CIL VI, 1780) wiedergegeben. Durch die Nennung all dieser Ämter waren Paulina und ihr Ehemann den zeitgenössischen Betrachtern dieser Denkmäler als Vertreter der alten heidnischen Ordnung erkennbar. Im Vergleich zu den meisten anderen vergleichbaren Inschriften der Antike nehmen die religiösen Ämter beider Ehepartner in diesen Texten einen unüblich prominenten Raum ein. Anscheinend wollten die beiden ausdrücklich betonen, dass sie anders als eine zunehmende Zahl ihrer Zeitgenossen an die traditionellen Gottheiten und nicht an Christus glaubten.
Auffällig ist zudem, dass Praetextatus und Paulina nicht nur mehrere Götter verehrten, wie es im antiken Polytheismus seit jeher üblich war, sondern dass sie eine ungewöhnliche Vielzahl von Kulten und religiösen Traditionen unterschiedlichster kultureller Hintergründe aktiv unterstützten. Diese Tendenz zum Synkretismus und zur Teilhabe an möglichst vielen verschiedenen Mysterienkulten war in der nichtchristlichen Oberschicht des spätrömischen Reiches ein häufigeres Phänomen. Teilweise wird das damit erklärt, dass die einzelnen Kulte ihre Anziehungskraft und ihren Monopolanspruch verloren hatten, teilweise wird es auf eine spätantike Tendenz zum „Enzyklopädismus“, also zum gezielten Sammeln kultureller und religiöser Traditionen, zurückgeführt.
Einen Höhepunkt der politischen Macht der heidnischen Stadtaristokratie bildete das Jahr 384. Praetextatus hatte nun als Prätorianerpräfekt Italiens das höchste Amt im Westen des Reiches unter Valentinian II. inne und gehörte als solcher auch zum kaiserlichen Staatsrat, dem consistorium. In Rom besetzte gleichzeitig Quintus Aurelius Symmachus die wichtige Stadtpräfektur. Dennoch scheiterte Symmachus mit seinem Versuch, den Victoriaaltar im Senat wieder aufstellen zu lassen und die staatliche Unterstützung der Kulte wiederaufzunehmen, am Widerstand des einflussreichen Bischofs Ambrosius von Mailand. Die Macht der Heiden scheint aber dennoch eine ernsthafte Provokation für die zeitgenössischen Christen gewesen zu sein. Praetextatus sollte im Jahr 385 sogar Konsul werden. Dann starb er im Herbst des Jahres 384. Dies war ein schwerer Schlag nicht nur für Aconia persönlich, sondern auch für die Ambitionen der Heiden. Paula hielt ihrem Mann vermutlich eine Grabrede.

### Tod und Nachkommenschaft

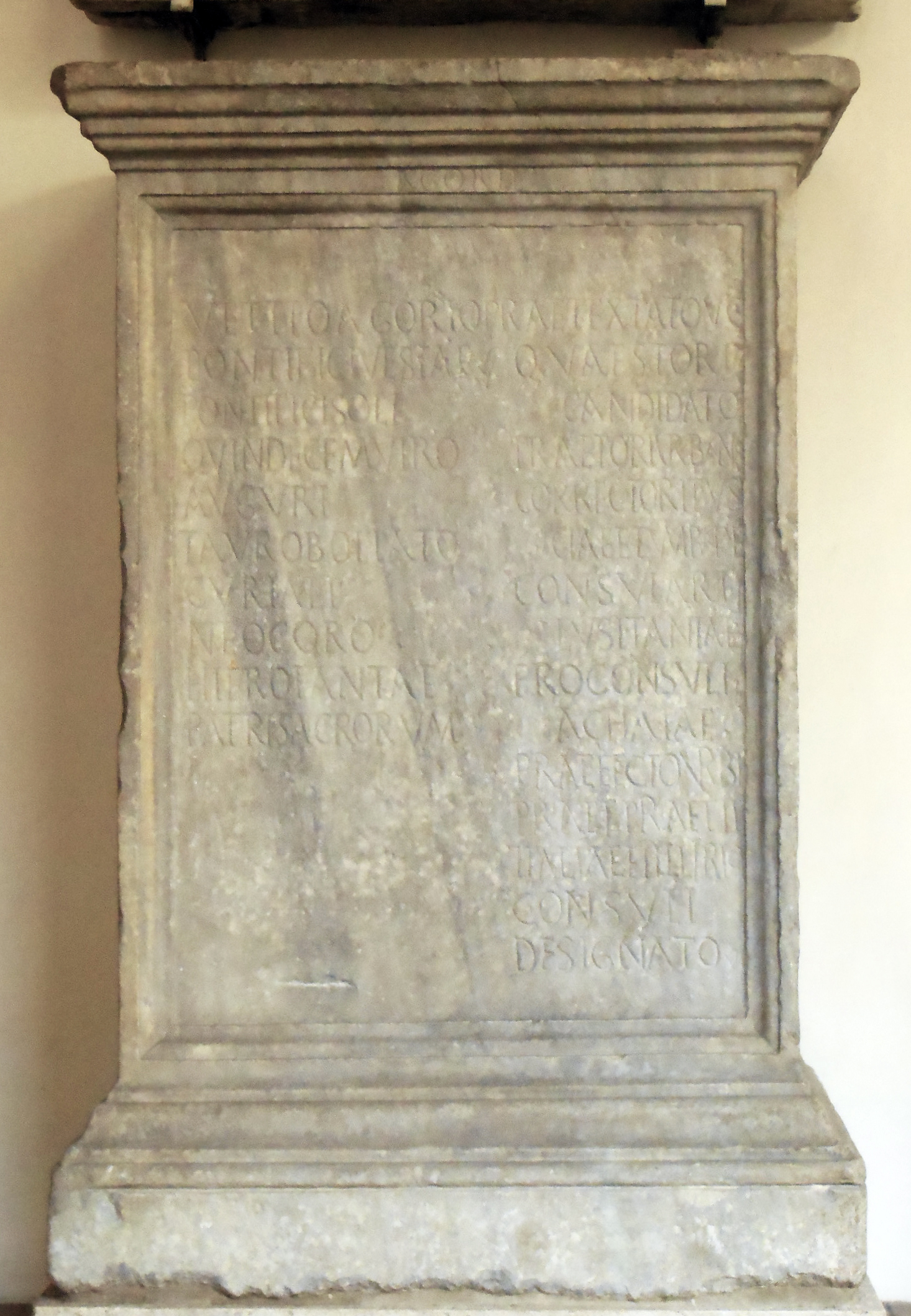
Inschrift mit den Priesterämtern von Paulinas Mann aus dem Jahr 387,

Über den Todeszeitpunkt von Paulina besteht Uneinigkeit. Die Historikerin Maijastina Kahlos nimmt an, dass sie 384 kurz nach ihrem Mann verstarb. Allerdings wäre es auch möglich, dass sie Praetextatus um wenige Jahre überlebte. Nach Heike Niquet starb Paulina erst drei Jahre nach ihrem Mann 387. Dies begründet sie mit einer Statuenbasis (CIL VI, 1778), die durch Nennung der amtierenden Konsuln in das Jahr 387 datiert ist und die Ämter des Praetextatus aufzählt. Diese Ehreninschrift ist wohl eine Teilabschrift des Textes auf dem Grabdenkmal (CIL VI, 1779). Niquet nimmt an, dass es einen Anlass gegeben haben muss, Praetextatus ausgerechnet drei Jahre nach seinem Tod im privaten Rahmen eine solche Ehrung zukommen zu lassen, und vermutet daher, dass Paulinas Tod dieser Anlass war. Dieser Hypothese zufolge wäre nach ihrem Tod ein Monument für beide verstorbenen Ehepartner errichtet worden, das für beide jeweils eine Ehreninschrift umfasste. Die Ehreninschrift für Paulina, die als Spolie zweitverwendet in der Basilika Santi XII Apostoli gefunden wurde und deren ursprünglicher Aufstellungskontext daher nicht bekannt ist, könnte der zweite Teil dieses Denkmals gewesen sein.
Ihr Kind unbekannten Geschlechts widmete den beiden Eltern ein Denkmal in ihrem Haus auf dem Aventin, dessen Inschrift erhalten ist. In einem Brief des Kirchenvaters Hieronymus wird eine Praetextata erwähnt, die sich mit ihrem Mann Iulius Festus Hymetius im Freundeskreis des Hieronymus bewegte. Einigen Forschern zufolge handelt es sich dabei mutmaßlich um die Tochter der Aconia Fabia Paulina und des Praetextatus. Andere vermuten, es könne sich bei dieser Praetextata um eine Schwester des Praetextatus handeln.

## Besitzungen auf Esquilin und Aventin
Praetextatus und Paulina besaßen anscheinend mindestens zwei Häuser. Das Haus auf dem Esquilin war von Gärten (den Horti Vettiani) umgeben und erstreckte sich bis zum heutigen Bahnhof Roma Termini. Bei Ausgrabungen wurden nach Rodolfo Lanciani 1591 Überreste dieses Hauses inklusive zweier Inschriften gefunden. Er lokalisiert den Palast an der Ecke der Straßen Via Merulana und Via dell’Arco di S. Vito. Die erste Inschrift erwähnt lediglich die Gärten des Praetextatus. Die andere befindet sich auf einem Statuensockel, den Paulina für die letzte Vestalin Coelia Concordia errichten ließ, nachdem Concordia 384 Paulinas Ehemann zu Ehren eine Statue errichtet hatte. Zusätzlich wurden im Straßenblock zwischen den heutigen Straßen Via Rattazzi, Via Filippo Turati, Via Alfredo Cappellini und Via Principe Amedeo eine Porticus mit unverzierten Säulen und ein siebzehn Meter breites rundes Becken gefunden. In diesen Baustrukturen befanden sich zwei römische Bleirohrinschriften mit den Namen von Praetextatus und Paulina. Vermutlich gehören diese Funde jedoch nicht zu einem weiteren Wohnsitz des Ehepaares, sondern eher zu einer privaten Wasserleitung, die zu dem südöstlich gelegenen Haus bei den Horti Vettiani führte.
Ein zweites Haus könnte sich auf dem Aventin befunden haben, wo im 16. Jahrhundert im Bereich der Basilika Santi Bonifacio e Alessio eine Inschrift gefunden wurde, die auf eine Statue des Praetextatus in dessen Haus verweist.

## Grabdenkmal für Paulina und Praetextatus

### Beschreibung

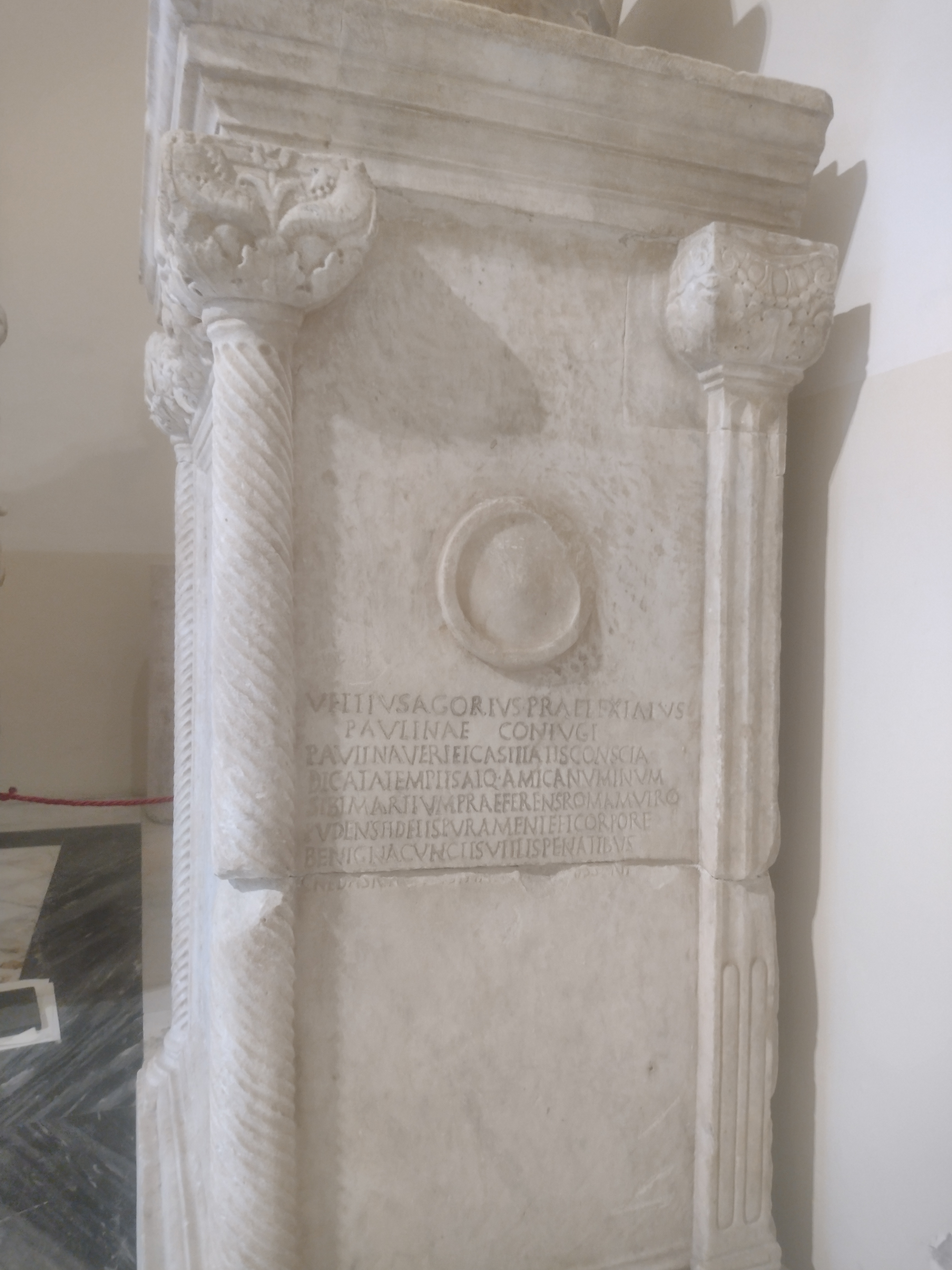
Seitenfläche des Grabdenkmals für Paulina und Praetextatus: links die Säule an der Vorderkante, rechts der Pilaster der hinteren Kante, auf der Fläche dazwischen die Darstellung einer Opferschale (Patera) und eine Inschrift, in der Praetextatus seine Ehefrau Paulina preist

Die wichtigste Quelle für Paulinas Leben ist das gemeinsame Grabdenkmal für sie und Praetextatus (CIL VI, 1779), das 1750 in Rom an unbekannter Stelle gefunden wurde und heute in den Kapitolinischen Museen ausgestellt ist. Im Gegensatz zu vielen anderen römischen Steindenkmälern des 4. Jahrhunderts handelt es sich bei diesem Grabmal nicht um ein wiederverwendetes älteres Monument (Spolie), sondern um einen zuvor unbenutzten Steinblock aus parischem Marmor. Das Denkmal ist 126 cm hoch, 76 cm breit und 56 cm tief. Es zeigt über der Hauptinschrift zwischen den Blattkapitellen der Ecksäulen ein Relief mit zwei Eroten, die eine Girlande tragen. Die beiden Seitenflächen enthalten Reliefdarstellungen von typischen antiken Kultgefäßen (Urceus und Patera), was auf den nichtchristlichen Hintergrund der Auftraggeber verweist. Die vier Ecken des Steinblocks sind vorne als Säulen mit geschraubten Kanneluren und hinten als Pilaster gestaltet. Allgemein nimmt man eine Verwendung als Grabaltar an, der nach Camilla Campedelli im Innenraum beispielsweise eines Mausoleums Aufstellung fand.
Alle vier Seiten des Grabdenkmals sind mit Inschriften schwankender Buchstabenhöhen versehen. Auf der Vorderseite steht die Beschreibung der Ämterlaufbahn (cursus honorum) von Praetextatus sowie eine unüblich ausführliche und prominent platzierte Aufzählung der Priesterämter beider Ehepartner. Auf den anderen drei Seiten des Steindenkmals befinden sich Gedichte in jambischen Senaren. Auf den zwei Schmalseiten lobt Praetextatus in jeweils einem Elogium die Tugenden seiner Ehefrau. Auf der Rückseite preist umgekehrt Paulina ihren Ehemann und ihre gemeinsame Liebe in 41 Zeilen. Ob der Text auf der Vorderseite direkt nach dem Tod des Praetextatus komplett verfasst und eingemeißelt wurde oder ob die letzten fünf Zeilen, in denen von Paulina die Rede ist, erst einige Zeit später nach ihrem Tod nachgetragen wurden, wird in der Forschung unterschiedlich beurteilt.

### Entstehung des Gedichts und Interpretation
Aufmerksamkeit in der Forschung hat besonders die Inschrift auf der Rückseite gefunden, die das Lobgedicht Paulinas auf ihren Ehemann wiedergibt. Die dabei genutzte Passage „deinetwegen feiern mich alle als gesegnet und fromm“ (lateinisch Te propter omnis me beatam, me piam celebrant) spielt Meghan DiLuzio und Duncan MacRae zufolge auf das Magnificat Marias (Lukas 1,48 , lateinisch beatam me dicent omnes generationes) an. Otto Zwierlein betont demgegenüber eher die Bezüge des Textes auf die Tragödie Hercules Oetaeus, die traditionell Seneca zugeschrieben wurde und in der Deianira in einer Rede ihren Ehegatten Hercules preist.
Die gesamte Laudatio auf der Rückseite des Grabsteins geht laut Maijastina Kahlos wahrscheinlich auf Paulinas Trauerrede (laudatio funebris) für ihren Mann zurück. Auch Jane Stevenson zufolge dürfte es sich bei der Inschrift um eine der wenigen bekannten Trauerreden durch eine römische Frau der Spätantike handeln. Andere Forscher wie Giovanni Polara sehen im Verfasser der laudatio wegen der stilistischen Nähe der drei Gedichte einen Anonymus im Auftrag der Nachfahren. Gegen diese beiden Auffassungen argumentierte Alan Cameron, der darauf hinwies, dass die Laudatio in der Gegenwartsform steht und nur die letzten vier Zeilen (38–41) überhaupt auf den Tod des Praetextatus Bezug nehmen. Demnach sei es wahrscheinlicher, dass das Gedicht noch zu Praetextatus’ Lebzeiten von Paulina verfasst worden sei, vielleicht aus Anlass des 40. Hochzeitstages. Nach seinem Tod habe Paulina nur noch die letzten vier Zeilen ergänzt und den erweiterten Text auf der Rückseite des Grabdenkmals anbringen lassen. Die Inschriften zu Ehren der Paulina (also die beiden Schmalseiten des Altars und die letzten Zeilen der Vorderseite) seien dann erst nach dem Tod Paulinas auf dem Stein nachgetragen worden. Wenn Paulinas Laudatio auf Praetextatus noch zu Lebzeiten beider Ehepartner entstand, erklärt dies laut Cameron auch, warum zwei zeitgenössische Schriftsteller, Hieronymus und Symmachus, auf Inhalte des Grabaltars Bezug nehmen konnten, obwohl ihre betreffenden Texte aller Wahrscheinlichkeit nach noch vor der Aufstellung des Grabmonuments in seiner kompletten Form entstanden.
Camilla Campedelli betont statt diesen chronologischen Fragen eher das Ergebnis, also den fertigen Stein mit seinen Inschriften auf allen vier Seiten, die in einem inhaltlichen Bezug zueinander stehen. Der antike Leser nahm diese Texte nicht isoliert voneinander wahr und auch nicht in der Reihenfolge, in der sie gegebenenfalls auf dem Stein angebracht waren, sondern musste den Grabaltar entweder im oder gegen den Uhrzeigersinn umrunden. Dadurch traten die einzelnen Textelemente in einen „Dialog“ miteinander. Somit wäre Paulinas Trauergedicht auf der Rückseite die Antwort auf die Lobpreisungen durch Praetextatus auf den Schmalseiten. Tatsächlich lassen sich solche inhaltlichen Beziehungen zwischen den Texten herstellen: Praetextatus stellt seine Ehefrau in dem Text der linken Schmalseite auf eine Stufe mit sich, indem er schildert, wie er sie in die Mysterienkulte einführte. In dem Text auf der Rückseite bedankt sich Paulina genau dafür. Zudem schildert sie ihre Trauer um ihren Mann, betont aber trotzdem ihre Freude, mit ihm im durch die Mysterienkulte versprochenen Leben nach dem Tod wieder vereint zu sein. Erneut antwortet Praetextatus auf der rechten Schmalseite, wobei er deutlich macht, dass für sie beide Rom noch über dem Ehepartner steht. Aus der Folge der Antworten schließt Campedelli, dass alle Inschriften von Paulina zu ihren Lebzeiten zusammengestellt und auf dem Altarstein angeordnet wurden.

## Christliche Rezeption

### Hieronymus’ Briefe
Hieronymus war ein christlicher Gelehrter, der zur Zeit des Todes des Praetextatus in Rom als Sekretär des Papstes Damasus tätig war. Gleichzeitig war er dort Mentor einer Gruppe aristokratischer christlicher Frauen um Paula und Marcella. Er kannte deshalb die politische Lage in der Hauptstadt und den Einfluss des Praetextatus gut und kommentierte in seinen erhaltenen Briefen auch die Rolle der Aconia als prominente Heidin.
In einem Brief an Marcella, den er kurz nach dem Tod des Praetextatus schrieb, verspottet er diesen und behauptet, er sei in der Hölle. Nach Kahlos bezieht sich diese Aussage auf die Grabrede der Paulina, in der sie zweimal ihre Hoffnung erwähnt, mit ihrem Mann im Himmel vereint zu werden. In einem weiteren Brief schilt Hieronymus seine Anhängerin Paula dafür, dass sie nicht daran glaubt, dass ihre vor kurzem gestorbene Tochter Blaesilla im Himmel sei, obwohl sogar Paulina, „die Magd des Teufels“ (ancilla), den Himmel für ihren ungläubigen Mann in Anspruch nehme. In der Literatur wird aufgrund dieser Äußerungen teilweise angenommen, dass Hieronymus den genauen Wortlaut des Grabgedichtes kannte. Teilweise werden die Erwähnungen bei Hieronymus aber auch einfach damit erklärt, dass Praetextatus und Paulina in der stadtrömischen Gesellschaft ihrer Zeit als überzeugt nichtchristliches Ehepaar bekannt waren.
Nach Camilla Campedelli sah Hieronymus im öffentlich gelebten Glauben von Paulina und Praetextatus eine Gefahr für aristokratische Christinnen. Schließlich versprachen die heidnischen Mysterienkulte ebenfalls ein Leben nach dem Tod, ohne bereits zu Lebzeiten die von Hieronymus propagierte Askese einzufordern. Damit erklärt Campedelli die harsche Reaktion, mit der Hieronymus die Aristokratie auf seine Seite ziehen möchte. Der Kontrast von Paula zu Paulina wird auch in einer Grabinschrift deutlich, die er für Paula formulierte und in einem Trostbrief an deren Tochter übersandte. In diesem Text wird zunächst ebenfalls die vornehme Abstammung der Toten betont. Doch während in Paulinas Inschriften die Stadt Rom eine zentrale Rolle einnimmt, heißt es zur Christin Paula gerade, dass sie Rom verlassen und nach Bethlehem gezogen sei. Auch wird die Enge ihres Felsengrabes als Gegensatz zur Weite ihres ewigen Lebens betont – ebenfalls ein Kontrast zu Paulinas Grabaltar, der zu einem reich geschmückten größeren Grabbau gehört haben dürfte.

### Carmen contra Paganos
Das Carmen contra paganos ist eine erhalten gebliebene christliche Schmähschrift eines unbekannten Autors gegen einen gerade gestorbenen heidnischen Präfekten und seine Frau. Während dieser nicht namentlich genannte Präfekt früher meist mit Virius Nicomachus Flavianus identifiziert wurde, plädiert ein Großteil der Forschung mittlerweile für Praetextatus (siehe auch die Debatte um ein pagan revival Ende des 4. Jahrhunderts). Dafür spricht auch, dass die Frau des Präfekten explizit genannt und ihre heidnischen Kultpraktiken verdammt werden, was auf Paulina passen würde, deren heidnische Frömmigkeit zeitgenössisch bekannt war, wie die Briefe des Hieronymus zeigen – Alan Cameron geht davon aus, dass sie „eine öffentliche Figur und selbstständige pagane Aktivistin“ war. In dem Gedicht schickt die Frau ihren Mann, indem sie ihn mit magischen Ritualen zu retten sucht, in den Tartaros.

### De excidio Hierosolymitano
In der Schrift De excidio Hierosolymitano (DEH) eines anonymen Autors aus dem späten 4. Jahrhundert (sogenannter Pseudo-Hegesippus) wird die Geschichte einer Jungfrau namens Paulina erzählt. Paulina wird von ihrem Bewunderer Mundus unter dem Vorwand, er sei der ägyptische Gott Anubis, in einen Isistempel gelockt und dort vergewaltigt. Zunächst erfreut über die Zeugung eines göttlichen Kindes, erkennt sie nach einer Konfrontation mit Mundus die Täuschung. Auf eine Beschwerde ihres Mannes reagiert Kaiser Tiberius, indem er die beteiligten Priester hinrichten lässt. Der Täter wird dagegen aufgrund seines Liebeswahns nur ins Exil geschickt. Diese Geschichte basiert auf einem Exkurs aus Flavius Josephus’ Werk Jüdische Altertümer, wo die Protagonistin der Episode ebenfalls bereits Paulina heißt. Duncan MacRae zufolge zielte der anonyme Autor des DEH durch das Aufgreifen dieser alten Geschichte unter anderem darauf ab, seine gleichnamige Zeitgenossin Aconia Fabia Paulina zu diskreditieren. Im christlichen Kontext bot sich diese Geschichte für religiöse Polemik an, da sich ein effektvoller Gegensatz herstellen ließ zwischen Paulinas Verführung durch eine heidnische Gottheit einerseits und der Unbefleckten Empfängnis durch Maria andererseits. Im Vergleich zu der Vorlage bei Flavius Josephus ließ der Verfasser des DEH allerdings einige Elemente fort und konzentrierte sich auf die Täuschung und das Zeugen eines Kindes göttlicher Abstammung. Nach Duncan MacRae wird durch diesen Fokus die fehlende Moral und die Leichtgläubigkeit der Paulina besonders hervorgehoben – und damit auch die der Aconia Fabia Paulina, auf die diese Geschichte umgemünzt wurde. Zusätzlich sei der nächtliche Initiationsritus, wie er in De excidio Hierosolymitano im Vorfeld der Vergewaltigung geschildert wird, eine Parallele zu den Mysterienkulten, die auf dem Grabdenkmal des Praetextatus und der Paulina wiederholt genannt werden und in denen geheime Riten ebenfalls eine wichtige Rolle spielten.
MacRae zufolge lässt sich aus De excidio Hierosolymitano sogar die Aussage herauslesen, dass Paulinas Mann sie zum Ehebruch mit dem Gott ermutigt und Freude daran gefunden habe. Dies sei als eine generelle Schmähung traditioneller aristokratischer Ehen der paganen Tradition zu verstehen. Zu Paulinas Lebzeiten wandte sich eine zunehmende Zahl von Frauen aus aristokratischen Kreisen im Umfeld des Hieronymus der christlichen Askese zu und damit von heidnischen Ehe- und Familienvorstellungen ab. Durch die drastische Darstellung der traditionellen Götterwelt in De excidio Hierosolymitano – nämlich eben der Schändung einer Jungfrau durch den heidnischen Gott Anubis – habe der Verfasser weitere Frauen auf die christliche Seite ziehen wollen.